# サンバンウル・レイダース
サンバンウル・レイダース（쌍방울 레이더스、Ssangbangwool Raiders）は、かつて1990年から1999年までKBOリーグに存在した韓国のプロ野球チームである。縁故地（ホームタウン）は全州市。
- 加盟：1990年3月31日
- 解散：2000年1月6日
- 通算成績 9シーズン、1140試合455勝655敗30引分、勝率.410

## チーム略歴
1989年のシーズンオフに下着メーカーを中心とする企業グループのサンバンウルを親会社とし、韓国プロ野球8球団目のチームとして創団された。初代監督は金寅植（キム・インシク）。
創設後1年間は二軍リーグだけの準備期間を経て、1991年から一軍のリーグ戦に参加。一軍参加初年度はOBベアーズを抜いて、前年のチャンピオンだったLGツインズと並んで6位で終了。普通の場合、戦力不足で最下位が当然視されている新球団が興行に悪影響をもたらすのではないかと不安視した周囲を驚かせた。しかしその後は初シーズンの勢いが続かず、すぐ最下位候補に定着してしまった。
1995年シーズンオフ、敗北意識が蔓延しているBクラスチームを抜本的に刷新して、Aクラスチームに導く手腕で高い評価を受けている金星根（キム・ソングン）を監督として迎えて、チーム力の底上げに着手、確実にチーム力を向上させた。
結果、1996年レギュラー・シーズン2位、1997年には3位に入り、ポスト・シーズンにも進出。
1996年は、後1勝で韓国シリーズ進出というところまでチームを漕ぎつけた。この時は本拠地であった全州球場の周りにダフ屋が現れるほど地元の人気も拡大していた。
だが、1998年に起きたアジア通貨危機に伴い親会社が経営危機に陥り、それ以後は主力選手を金銭トレードして球団運営費に充てるという状態が続いた。また2軍戦参加も取りやめ、経費の削減に努めた。
それでも1998年こそ6位に踏みとどまったものの、相次ぐ主力選手の放出で戦力は大幅に低下し、Aクラス請負人として迎えられた金星根監督ですら手も足も出せない状態だった。
1999年はキャンプは沖縄で出来たものの、このときは宿泊費の削減のため、大田、光州など、片道200キロ以内の近距離遠征は試合当日移動、遠距離の時は廉価の旅館を転々する惨状であった。
そうまでして、チームを維持しようとする努力もむなしく1999年は132試合で28勝97敗7引分、勝率.224と言う成績しかあげられず、球団は運営費不足で経営できない状態になった。地元での人気も低下し、ホームゲームの観客数が100人を切る事もあった。
結局2000年1月、サンバンウルからの緊急要請を受けてKBOがチームを引き受け、これによりチームは解散した。KBOに所属するチームが解散するのは史上初めてのことだった。
解散後、SKグループが新球団・SKワイバーンズを創団、解散時のサンバンウルの選手を受け入れた。
2018年10月、1999年にサンバンウル最後の新人として入団し、KTウィズに所属していた李晋暎が現役を引退することを発表。彼の引退により、サンバンウルでプレーしたことのある現役選手は全員がグラウンドを去った。

## 通算成績
| 年度 | 順位      | 公式戦順位 | 試合数 | 勝利 | 敗北 | 引分 | 勝率 | 備考                                                            |
| ---- | --------- | ---------- | ------ | ---- | ---- | ---- | ---- | --------------------------------------------------------------- |
| 1991 | 6         | 6          | 126    | 52   | 71   | 3    | .425 |                                                                 |
| 1992 | 8         | 8          | 126    | 41   | 84   | 1    | .329 |                                                                 |
| 1993 | 7         | 7          | 126    | 43   | 78   | 5    | .361 |                                                                 |
| 1994 | 8         | 8          | 126    | 47   | 74   | 5    | .393 |                                                                 |
| 1995 | 8         | 8          | 126    | 45   | 78   | 3    | .369 |                                                                 |
| 1996 | 3         | 2          | 126    | 70   | 54   | 2    | .563 | プレーオフで現代ユニコーンズに2勝3敗で敗退                      |
| 1997 | 3         | 3          | 126    | 71   | 53   | 2    | .571 | 準プレーオフで三星ライオンズに1勝2敗で敗退                      |
| 1998 | 6         | 6          | 126    | 58   | 66   | 2    | .468 |                                                                 |
| 1999 | 8         | 4          | 132    | 28   | 97   | 7    | .224 | マジックリーグ所属 順位は両リーグ合計、公式戦順位はリーグ内順位 |
| 通算 | 9シーズン | 9シーズン  | 1140   | 455  | 655  | 30   | .412 |                                                                 |

## 歴代監督
- 金寅植（1990-1992）
- 申鎔均（平山鎔均、シン・ヨンギュン、1993）
- 韓東和（ハン・ドンファ、1993-1995.5）
- 金宇烈（キム・ウヨル、1995.5-1995シーズン終了）監督代行
- 金星根（1996-1999.7）
- 金準桓（キム・ジュンファン、1999.7-解散）

1999シーズンは監督代行、1999年シーズン終了後、正式監督に昇格したが、チーム解散で正式監督として指揮をとることはなかった。

## 所属した主な選手及びコーチングスタッフ

### 韓国人選手
- 金杞泰 (キム・キテ) 在籍1991-1998、現KTウィズ二軍監督
- 曺圭帝 (チョ・ギュジェ) 在籍1991-1998
- 朴勍完 (パク・ギョンワン) 在籍1991-1997、現LGツインズコーチ
- 金圓衡 (キム・ウォンヒョン) 在籍1991-1999、現SSGランダース監督
- 崔泰元 (チェ・テウォン) 在籍1993 - 1999、前サムスン・ライオンズコーチ
- 金民国 (キム・ミングク) 在籍1994 -1998
- 趙原佑 (チョ・ウォンウ) 在籍1994 -1999、現SSGランダースコーチ
- 張在仲 (チャン・ジェジュン) 在籍1994 -1999、現KTウィズコーチ
- 韓大化 (ハン・デファ) 在籍1997
- 李鍾斗 (イ・ジョントゥ) 在籍1997
- 孔義植 (コン・ウィシク) 在籍1997
- 呉尚敏 (オ・サンミン) 在籍1997 - 1999
- 姜光会 (カン・グァンフェ) 在籍1997 - 1999、現KBO審判
- 金聲來 (キム・ソンレ) 在籍1997 - 1999
- 姜永寿 (カン・ヨンス) 在籍1997 - 1999
- 金炯南 (キム・ヒョンナム) 在籍1997 - 1998
- 尹在國 (ユン・チェグク) 在籍1998 - 1999
- 李東洙 (イ・ドンス) 在籍1998 - 1999
- 朴載容 (パク・ジェヨン) 在籍1999
- 金甲中 (キム・ガプチュン) 在籍1999
- 尹琪秀 (ユン・ギス) 在籍1999
- 李晋暎 (イ・ジニョン) 在籍1999、現SSGランダースコーチ、サンバンウル所属経験がある最後の現役選手でKTに所属していた2018年に引退した。

### 在日韓国人および韓国系日本人選手
- 桧山泰浩（登録名：黄泰浩、ファン・テホ 황태호）在籍1992 - 元近鉄バファローズ
- 金本誠吉（登録名：金誠吉、キム・ソンギル 김성길）在籍1993 - 元阪急ブレーブス
- 田中実（登録名：金実、キム・シル 김실）在籍1996 - 1998 - 元日本ハムファイターズ

### 在日韓国人・外国人コーチ
- 福富邦夫 在籍1996 - 元太平洋クラブライオンズ、ヤクルトスワローズ